# Haugsdorf
Haugsdorf – gmina targowa w Austrii, w kraju związkowym Dolna Austria, w powiecie Hollabrunn. Według Austriackiego Urzędu Statystycznego liczyła 1 569 mieszkańców (1 stycznia 2014).